# Universidad de Zagazig
La Universidad de Zagazig (en árabe: جامعة الزقازيق‎) es una institución de enseñanza superior en la ciudad de Zagazig, gobernación de Ash Sharqiyah, Egipto. 
Su actual presidente es el Prof. Dr. Maher El-Domiaty.
Desde 1985 fue docente en sus aulas el expresidente de Egipto, Mohamed Morsi.